# Qorakoʻl
Qorakoʻl (uzb. cyr.: Қоракўл; ros.: Каракуль, Karakul) – miasto w południowym Uzbekistanie, w wilajecie bucharskim, nad rzeką Zarafszan, siedziba administracyjna tumanu Qorakoʻl. W 1989 roku liczyło ok. 17 tys. mieszkańców. Ośrodek przemysłu włókienniczego.
Miejscowość otrzymała prawa miejskie w 1980 roku.